# Lacanobia grisescens
Lacanobia grisescens là một loài bướm đêm trong họ Noctuidae.